# Célia (gente)
A gente Célia (em latim: Caelia ou Coelia; pl. Caelii) foi uma gente plebeia da Roma Antiga. Em inscrições antigas, o nome da gente é geralmente escrito como "Caelius" enquanto que em moedas, o nome ocorre também nas formas "Coelius" e "Coilius". Por causa da similaridade entre os nomes, Caelius é geralmente confundido com Caecilius, o nome da gente Cecília. Nenhum membro da gente Célia chegou aos cargos mais altos da magistratura romana antes do século I a.C.; o primeiro membro a chegar ao consulado foi Caio Célio Caldo em 94 a.C.

## Origem
Os Célios identificavam como seu primeiro ancestral o herói etrusco Célio Vibena, da época da monarquia em Roma. Ele e e seu irmão eram companheiros de Mastarna, cujo nome parece ser a  versão etrusca do termo latino "magister" ("magistrado"), um personagem que tem sido identificado como sendo Sérvio Túlio, o sexto rei de Roma.
Segundo uma tradição, os irmãos foram presos pelo romano Cneu Tarquínio e depois libertados por Mastarna; os três mataram Tarquínio em seguida. Este Cneu Tarquínio pode ter sido um filho de Lúcio Tarquínio Prisco, o quinto rei de Roma e pai de Tarquínio, o Soberbo, o sétimo e último rei de Roma. Segundo algumas tradições, ele seria neto e não filho de Tarquínio Prisco.
Acredita-se que o monte Célio, uma das sete colinas sobre as quais Roma foi fundada, recebeu este nome em homenagem a Célio Vibena, que teria se assentado no local. Seu nome anterior era mons Querquetulanus ("monte coberto de carvalhos") e assim o monte foi ocasionalmente chamado por alguns autores em períodos posteriores.

## Prenomes (praenomina)
Os Célios utilizaram os prenomes Marco (Marcus), Lúcio (Lucius), Caio (Gaius), Públio (Publius) e Quinto (Quintus), todos entre os nomes mais comuns da Roma Antiga.

## Ramos e cognomes (cognomina)
Havia apenas duas famílias na gente Célia, indicadas pelo uso dos cognomes Caldo (Caldus) e Rufo (Rufus). Os demais exemplos são sobrenomes pessoais, formas utilizadas principalmente por libertos da família. Outros Célios não utilizavam nenhum sobrenome.
A palavra "caldus" é uma forma curta de "calidus", que pode ser traduzida como "quente", "ansioso", "precipitado" ou "apressado". A palavra "rufus" significa "vermelho" e provavelmente é uma referência à cor do cabelo de um ancestral da família.

## Primeiros membros
- Marco Célio, tribuno da plebe, atacado num discurso pelo censor Catão, o Velho.[6]
- Lúcio Célio, comandou, como legado em Ilírico, a guerra contra Perseu em 169 a.C.; foi derrotado em sua tentativa de tomar a cidade de Uscana.[7]
- Lúcio Célio Antípatro, um jurista e historiador do final do século II a.C..
- Públio Célio, colocado no comando de Placência pelo cônsul Cneu Otávio em 87 a.C.; quando a cidade foi tomada pelo exército de Lúcio Cornélio Cina, preferiu ser morto por um escravo do que ser preso pelos populares.[8]
- Públio Célio (P. f.), pretor in 74 a.C..[9]
- Marco Célio, um equestre de quem Caio Verres roubou vasilhas de prata em 71 a.C.[10]
- Marco Célio Viniciano, tribuno da plebe em 53 a.C. e, posteriormente, aliado de Júlio César durante a segunda guerra civil.
- Caio Célio, tribuno da plebe em 51 a.C.; com vários de seus colegas, interpôs seu veto contra os decretos do Senado contra César.[11]
- Marco Célio Rufo, pretor peregrino em 48 a.C.; deposto durante a segunda guerra civil depois de provocar uma revolta; foi assassinado por cavaleiros romanos enquanto tentava suborná-los para que entregassem a cidade de Túrios.
- Quinto Célio, amigo e seguidor de Marco Antônio; atacado por Cícero em suas Filípicas.[12]
- Célio, uma pessoa de quem Cícero tomou dinheiro emprestado.[13]

## Célios Caldos
- Caio Célio Caldo, cônsul em 94 a.C., um "homem novo" e orador de menor importância; apoiou Caio Mário e seus populares.
- Lúcio Célio, filho do cônsul em 94 a.C..
- Caio Célio Caldo, questor durante o proconsulado de Cícero na Cilícia (50 a.C.); quando Cícero deixou a província, o comando foi deixado a cargo de Célio.[14]
- Célio Caldo, um oficial romano aprisionado pelos germânicos a derrota de Públio Quintílio Varo em 9 na Batalha da floresta de Teutoburgo; se matou para não ser torturado.[15]

## Membros posteriores
- Célio Cursor, um equestre executado por ordem de Tibério por ter acusado falsamente o pretor Mágio Ceciliano de traição.[16]
- Caio Célio Rufo, cônsul em 17.
- Célio Pólio, comandante do exército romano na Armênia em 51; subornou Radamisto para que ele traísse Mitrídates, o rei cliente de Roma.[17][18]
- Marco Róscio Célio, legado da vigésima legião estacionada na Britânia na época da morte de Nero (68).[19]
- Cneu Aruleno Célio Sabino, um jurista que foi nomeado cônsul pelo imperador Otão em 69 e mantido por Vitélio.
- Célio Firmiano Simpósio, um poeta e autor de uma série de charadas de data incerta.
- Célio Aureliano, um médico de data incerta da época imperial.
- Décimo Célio Balbino, imperador romano com Marco Clódio Pupieno em 238.
- Célio Apício, autor proposto de um tratado culinário em dez volumes, provavelmente no século I.[1]
- Célio Sedúlio, um poeta cristão do início do século V.